# XRライド

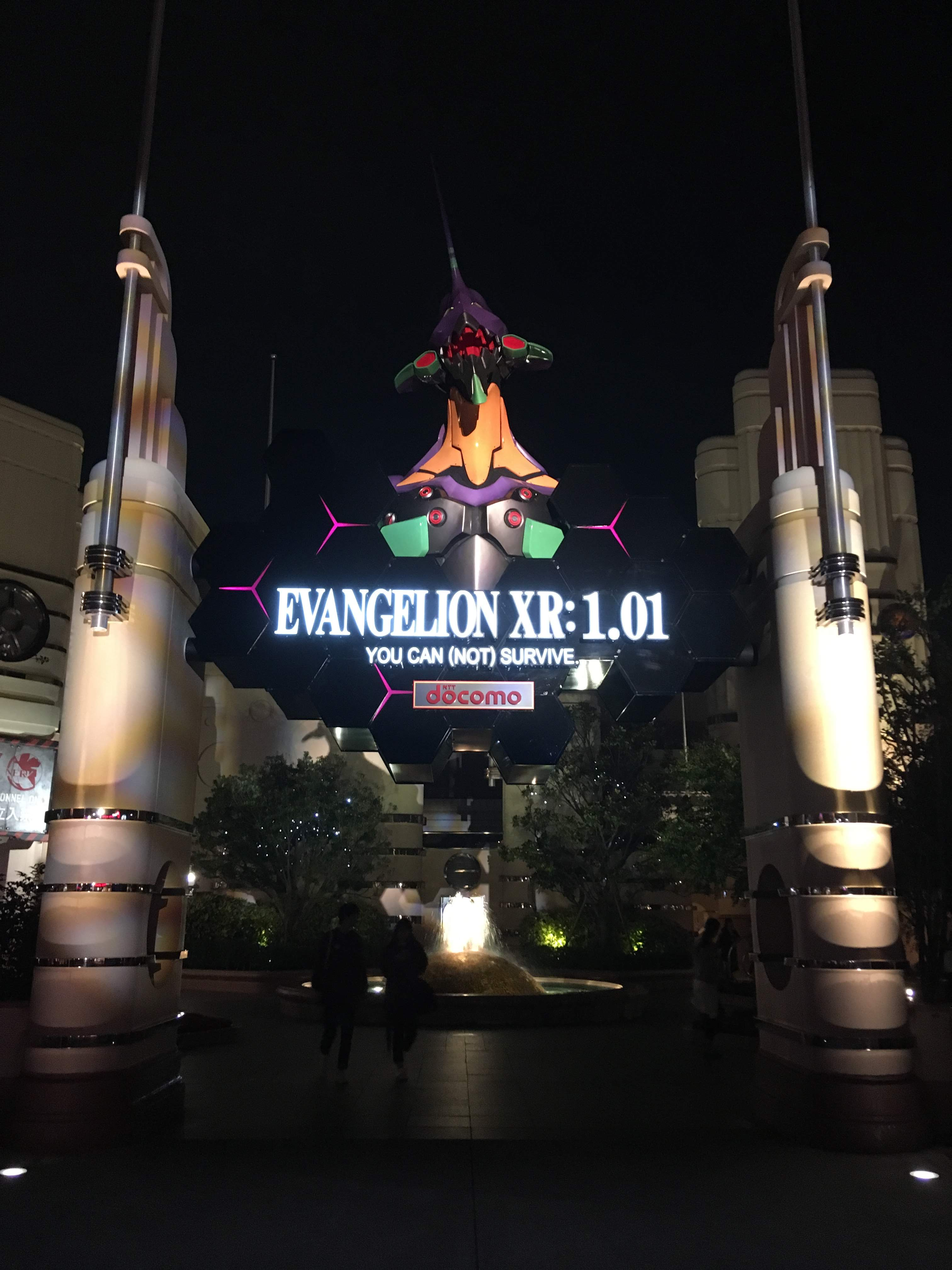
『エヴァンゲリオン XRライド』のエントランス（2018年）

XRライド（えっくすあーるライド; 英: XR Ride）は、ユニバーサル・スタジオ・ジャパン（USJ）におけるVR（バーチャル・リアリティ）技術を導入したジェットコースター型アトラクションの総称である。2016年のイベント「ユニバーサル・クールジャパン」で初めて登場し、専用のVRゴーグルを装着して360度映像の中を疾走する世界初のライド体験として大きな注目を集めた。以降、日本の人気アニメ・ゲーム・音楽アーティストなどとコラボレーションした期間限定のXRライドが次々と導入されており、現実のコースターの疾走感とVR映像を融合した体験で高い人気を博している。

## 概要
XRライドは屋内ローラーコースター『スペース・ファンタジー・ザ・ライド』をベースに、車両に乗ったゲストがVRゴーグルを着用して仮想空間を体感するアトラクションである。ゴーグルに映し出される360度全方位の3D映像と、コースターの高速移動・重力加速度が連動することで、あたかも作品の世界に入り込んだかのような臨場感を味わえる。各XRライドではテーマとなる作品に合わせたオリジナルVR映像が制作され、登場キャラクターのボイスも新規収録されるなど、物語の世界観が忠実に再現されている。例えば『ファイナルファンタジー XRライド』では、ゲストはモーグリの飛空艇「モグライド」に乗り込み、歴代シリーズの世界をワープしながらクリスタルを探す旅へと出発。チョコボと並んで走ったり、クラウドとセフィロスの宿命の対決に遭遇したりするなど、360度見渡す限りゲームの世界が展開する演出が施された。
技術面では、スペース・ファンタジー・ザ・ライドの車両回転機能は停止され、ゲストは進行方向を向いた前方座席に限定して搭乗する。これによりVR映像とのズレを抑え、乗り物酔いを軽減する工夫がなされている。また安全上の理由から、XRライドでは身長制限が通常時より厳しく設定されており、122cm未満のゲストは保護者同伴でも利用できない。所要時間は約10分前後で、従来のコースターに比べて映像の前後にプレショー等が追加されるケースもある。

## 導入の経緯・歴史
USJでは2015年から日本発のエンターテインメント作品を題材にした期間限定イベント「ユニバーサル・クールジャパン」を開催しており、日本の漫画・アニメ・ゲームなどの世界観を最先端のアトラクションで再現する試みを続けていた。その一環としてXRライドが初めて導入されたのは2016年で、J-POPアーティストのきゃりーぱみゅぱみゅをテーマに据えた『きゃりーぱみゅぱみゅ XRライド』である。このアトラクションは「超現実を実体感できる世界初のライド」として登場し、現実のコースターとVR映像を融合させた革新的な内容が話題を呼んだ。以後、XRライドはクールジャパンの目玉コンテンツの一つとなり、毎年異なる人気IP（知的財産）とのコラボレーションが展開されている。
2017年にはアニメ『エヴァンゲリオン』を題材にした『エヴァンゲリオン XRライド』が登場し、エヴァシリーズ初のライド型アトラクションとして話題となった。同アトラクションは調査で99%という非常に高いゲスト満足度を記録し、終了後も復活を望む声が多かったため、翌2018年夏に異例の復活再演が実現している。2018年初頭にはゲーム『ファイナルファンタジー』とのコラボとなる『ファイナルファンタジー XRライド』も開催され、映像制作にゲーム会社のビジュアルワークス部門が協力するなど、クオリティの高い再現が行われた。2019年には初めて昭和のアニメ作品『ルパン三世』が取り上げられ、『ルパン三世カーチェイス XRライド』が導入される。これはモンキー・パンチ原作の監修によるUSJオリジナルストーリーで、ゲストがルパン一味の逃走劇に巻き込まれ、銭形警部からカーチェイスで逃げ切るという内容になっていた。
2020年初頭には『進撃の巨人 XRライド』が登場し、巨人の棲む世界を立体機動装置で飛び回るようなスリリングな体験ができると評された。しかし同年は新型コロナウイルス感染拡大の影響でパークの運営休止期間が発生し、イベントスケジュールにも影響を及ぼした。『進撃の巨人 XRライド』は当初の予定より延長され7月まで開催されたものの、翌2021年のクールジャパンは一時中断となり、新作XRライドの投入は見送られた。代わりに同年後半には人気アニメ『鬼滅の刃』との初コラボイベントが実現し、2021年9月より『鬼滅の刃 XRライド ～夢を駆ける無限列車～』が期間限定オープンした。本作品は劇場版『無限列車編』の世界を題材に、炭治郎や煉󠄁獄の激闘をVRで再現したもので、コースターならではの疾走感と360度映像が高い評価を得た。この鬼滅の刃XRライドは翌2022年2月まで開催された後いったん終了したが、その圧倒的人気を受けて2024年春に復活開催されている。
2022年にはクールジャパンが再開され、『進撃の巨人 XRライド』が約2年ぶりに再登場した。しかしこの再演はシステム不具合により7月19日以降運休となり、当初予定より約1か月早く繰り上げ終了する形となった。同年のUSJではXR技術を用いた新趣向のウォークスルー型アトラクション『モンスターハンターワールド：アイスボーン XR WALK』も導入されており、XRを活用した体験の幅が広がりを見せている。2023年には再び『ドラえもん』がテーマに選ばれ、映画最新作に連動した『ドラえもんXRライド〜のび太と空の理想郷〜』が2月から9月まで開催された。そして2024年夏、アニメ『鬼滅の刃 刀鍛冶の里編』に基づく新作『鬼滅の刃 XRライド〜刀鍛冶の里を疾走せよ〜』がスタートし、翌2025年1月まで期間限定運営された。

## 一覧
過去にUSJで開催された主なXRライドを、テーマ作品や開催期間とともに以下の表にまとめる。
| アトラクション名                          | 開催期間                                   | 登場作品（テーマ）                    | 備考・特記                                                                                                  |
| ----------------------------------------- | ------------------------------------------ | ------------------------------------- | --- |
| きゃりーぱみゅぱみゅ XRライド             | 2016年1月15日 - 6月26日                    | きゃりーぱみゅぱみゅ                  | 「ユニバーサル・クールジャパン2016」で初導入。世界初のVRコースターとして登場。                              |
| エヴァンゲリオン XRライド                 | 2017年1月13日 - 6月25日                    | 新世紀エヴァンゲリオン                | 「ユニバーサル・クールジャパン2017」で導入。                                                                |
| ファイナルファンタジー XRライド           | 2018年1月19日 - 6月24日                    | ゲーム『ファイナルファンタジー』      | 「ユニバーサル・クールジャパン2018」で導入。歴代FFの世界を巡る冒険を体感。                                  |
| エヴァンゲリオン XRライド                 | 2018年7月6日 - 2019年1月6日                | 新世紀エヴァンゲリオン                | ゲスト満足度99%を記録し復活開催。                                                                           |
| ルパン三世 カーチェイス XRライド          | 2019年1月18日 - 6月23日                    | アニメ『ルパン三世』                  | 「ユニバーサル・クールジャパン2019」で導入。オリジナルの高速カーチェイスを再現。                            |
| 進撃の巨人 XRライド                       | 2020年1月21日 - 7月5日                     | アニメ『進撃の巨人』                  | 「ユニバーサル・クールジャパン2020」で登場。立体機動で巨人と戦うスリルを体験。                              |
| 『STAND BY ME ドラえもん 2』 XRライド     | 2020年8月4日 - 2021年1月6日                | 3DCG映画『STAND BY ME ドラえもん 2』  | ドラえもん50周年記念コラボとして登場。未来の結婚式に向かう物語をライドで再現。                              |
| 鬼滅の刃 XRライド ～夢を駆ける無限列車～  | 2021年9月17日 - 2022年2月13日              | 劇場版「鬼滅の刃」無限列車編          | 『鬼滅の刃』初のVRジェットコースター。無限列車での炭治郎と煉󠄁獄の戦いを再現し、満足度99%を記録。             |
| 進撃の巨人 XRライド                       | 2022年3月4日 - 7月22日（※7月19日より運休） | アニメ『進撃の巨人』                  | 再登場するも不具合で早期終了。                                                                              |
| ドラえもんXRライド〜のび太と空の理想郷〜  | 2023年2月23日 - 9月3日                     | 映画『ドラえもん のび太と空の理想郷』 | 2023年公開の映画作品と連動したXRライド。映画の空中都市「理想郷（ユートピア）」の冒険を体感。                |
| 鬼滅の刃 XRライド ～夢を駆ける無限列車～  | 2024年2月1日 - 6月9日                      | 劇場版「鬼滅の刃」無限列車編          | |
| 鬼滅の刃 XRライド〜刀鍛冶の里を疾走せよ〜 | 2024年7月19日 - 2025年1月5日               | アニメ『鬼滅の刃 刀鍛冶の里編』       | 刀鍛冶の里編の世界を舞台に、新たな鬼との戦いをVRで再現。前作「無限列車編」から物語が続く。                  |
| SPY×FAMILY XRライド                       | 2025年7月1日 - 2026年1月4日（予定）        | アニメ『SPY×FAMILY』                  | 「ユニバーサル・クールジャパン2025」第3弾として登場予定。作品史上初のVRコースターでスパイミッションを体験。 |

## 運営形態とサービス
XRライドは基本的に期間限定イベントとして実施され、その開催期間中は常設アトラクションである『スペース・ファンタジー・ザ・ライド』を一時休止して運営される。イベント終了後には元のライドが再開されるが、2016年以降はXRライドが連続して企画されたため、長期間にわたり通常運営が中断した時期もあった。例えば2017年～2018年前半はXRライドが続いたため通常の『スペース・ファンタジー・ザ・ライド』は休止状態で、2019年7月に約2年ぶりの通常運転再開となっている。このようにハードウェアを共有しながら季節ごとにコンテンツを入れ替える形で運営されており、限られたリソースで多彩な体験を提供している。
待ち時間や利用方法については、非常に高い人気ゆえに長蛇の列が発生することが多い。特に話題性の高い作品の場合、待ち時間が連日数時間規模となる傾向があり、『鬼滅の刃 XRライド』では最大待ち時間が380分（約6時間20分）に達した例も報告されている。USJでは公式に有料の「ユニバーサル・エクスプレス・パス」を販売しており、XRライド体験をスムーズにする専用パスが期間限定で設定されることもある。「エクスプレス・パス」を購入すると優先搭乗やライド写真の特典が付く場合もあり、混雑期には多くのゲストが利用する。一方、一般スタンバイ列でも快適に待てるよう、屋内待合スペースの演出や整理券システムの導入などが作品や時期によって工夫されている。
安全面では、前述のように身長制限が通常時より厳しく設定されている（原則122cm以上）ほか、VRゴーグル装着時には係員がしっかりフィッティングを行うなどの対応が取られる。またゴーグルは使い回しとなるため、都度の消毒・清掃が徹底されている。乗車中は映像に集中するあまり思わず身を乗り出したり手を振り回したりしないよう、事前の案内で注意喚起が行われる。

## 反響・評価
XRライドは総じてゲストから高い評価を受けている。各コラボ作品のファンのみならず、VRコースターという新鮮な体験そのものが好評を博し、満足度調査ではしばしば「満足度99%」という驚異的な数値が報告されている。実際に『エヴァンゲリオン XRライド』や『鬼滅の刃 XRライド ～夢を駆ける無限列車～』では、USJ調べのアンケートでほぼ満点に近い満足度を記録しており、「また乗りたい」「期間延長や再開催を望む」といった熱狂的な声が多数寄せられたという。こうしたゲストの反響が実際に復活イベントにつながったケースもあり、XRライドの人気の高さがうかがえる。
待ち時間の長さについては前述の通り課題でもあるが、それだけ需要が高いことの裏返しでもある。SNS上でも「何時間並んでも体験する価値がある」「現実に戻った後もしばらく余韻が抜けない」といった感想が多く見られ、従来の映像系アトラクションにはない「五感＋αで味わう没入感」が支持されている。特にコラボ先の作品ファンにとっては、お気に入りのキャラクターや名シーンを自分自身が追体験できる点が好評で、「○○（キャラ名）と一緒に戦っている感覚になれて感動した」などのコメントも報道されている。一方でVR酔いを感じたという声も一部にはあるものの、総じて「映像と動きのシンクロが凄い」「怖さよりも楽しさが上回る」といったポジティブな評価が大勢を占めている。

## プロモーションとメディア展開
USJはXRライド各種について積極的なプロモーション活動を行っている。新規コラボ発表時には公式サイトやプレスリリースで詳細が公開されるほか、テレビCMや公式SNSで専用映像が展開され、来場を促進するキャンペーンが実施される。たとえば『進撃の巨人』コラボでは毎回迫力あるCM映像が制作され、巨人に襲われるシーンやXRライドのスリルを伝える内容がファンの間で話題となった。また『鬼滅の刃 XRライド ～夢を駆ける無限列車～』再開に際しては、主人公・炭治郎役の声優である花江夏樹がスペシャルゲストとしてオープニング・セレモニーに登場し、その模様が報道陣向けに公開されるとともにUSJ公式YouTubeチャンネルでライブ配信された。このように声優や著名人を招いたイベントはメディアで大きく取り上げられ、コラボ作品のファン層以外にもアピールする機会となっている。
コラボ期間中は関連グッズやフードメニューの展開も活発で、XRライドと併せて体験の世界観を持ち帰れる仕掛けが用意される。代表的なものにポップコーンバケツがあり、エヴァンゲリオン初号機を模したバケツや『鬼滅の刃』禰豆子の箱を模したバケツは連日早朝で売り切れるほどの人気を博した。その他にもフォトスポット（写真撮影コーナー）や限定グッズ（劇中名台詞入りのお菓子など）を展開し、ファンのコレクション欲を刺激している。こうしたメディア・マーケティング展開によってXRライドの存在は広く浸透し、USJ全体のブランドイメージ向上にも寄与している。